# Kellie Casey
Kellie Casey (Toronto, 29 novembre 1965) est une skieuse alpine canadienne. 